# Karlijn Helsen
Karlijn Helsen (20 februari 2004) is een Belgisch voetbalspeelster. Ze speelt als middenvelder voor RSC Anderlecht in de Super League.

## Clubcarrière
Helsen begon haar voetbalcarrière bij KBSK Retie. Tot 2023 kwam ze uit voor Oud-Heverlee Leuven waarvoor ze debuteerde in de Super League. Helsen stapte in de zomer van dat jaar over naar KAA Gent. Op 21 november 2023 maakte Helsen haar eerste twee doelpunten in de competitie tegen KV Mechelen. In Gent groeide Helsen uit tot basisspeelster en hielp ze haar ploeg met doelpunten aan overwinningen.
In de winterstop van het seizoen 2024/25 maakte Helsen de overstap naar competitiegenoot RSC Anderlecht. Ze maakte haar debuut in een wedstrijd tegen haar oude club KAA Gent.

## Statistieken
| Seizoen | Club                | Land   | Competitie   | Wedstrijden | Doelpunten |
| ------- | ------------------- | ------ | ------------ | ----------- | ---------- |
| 2022/23 | Oud-Heverlee Leuven | België | Super League | 8           | 0          |
| 2023/24 | KAA Gent            | België | Super League | 25          | 4          |
| 2024/25 | KAA Gent            | België | Super League | 7           | 3          |
| 2024/25 | RSC Anderlecht      | België | Super League | 4           | 1          |
| Totaal  | Totaal              | Totaal | Totaal       | 44          | 7          |

Laatste update: 4 maart 2025

## Interlandcarrière
Helsen kwam als jeugdinternational van België -19 uit op het EK -19 in 2023 waarvan België het gastland was. In 2023 werd ze eveneens voor het eerst opgeroepen voor het Belgische nationale team.